# Прыгающий мяч

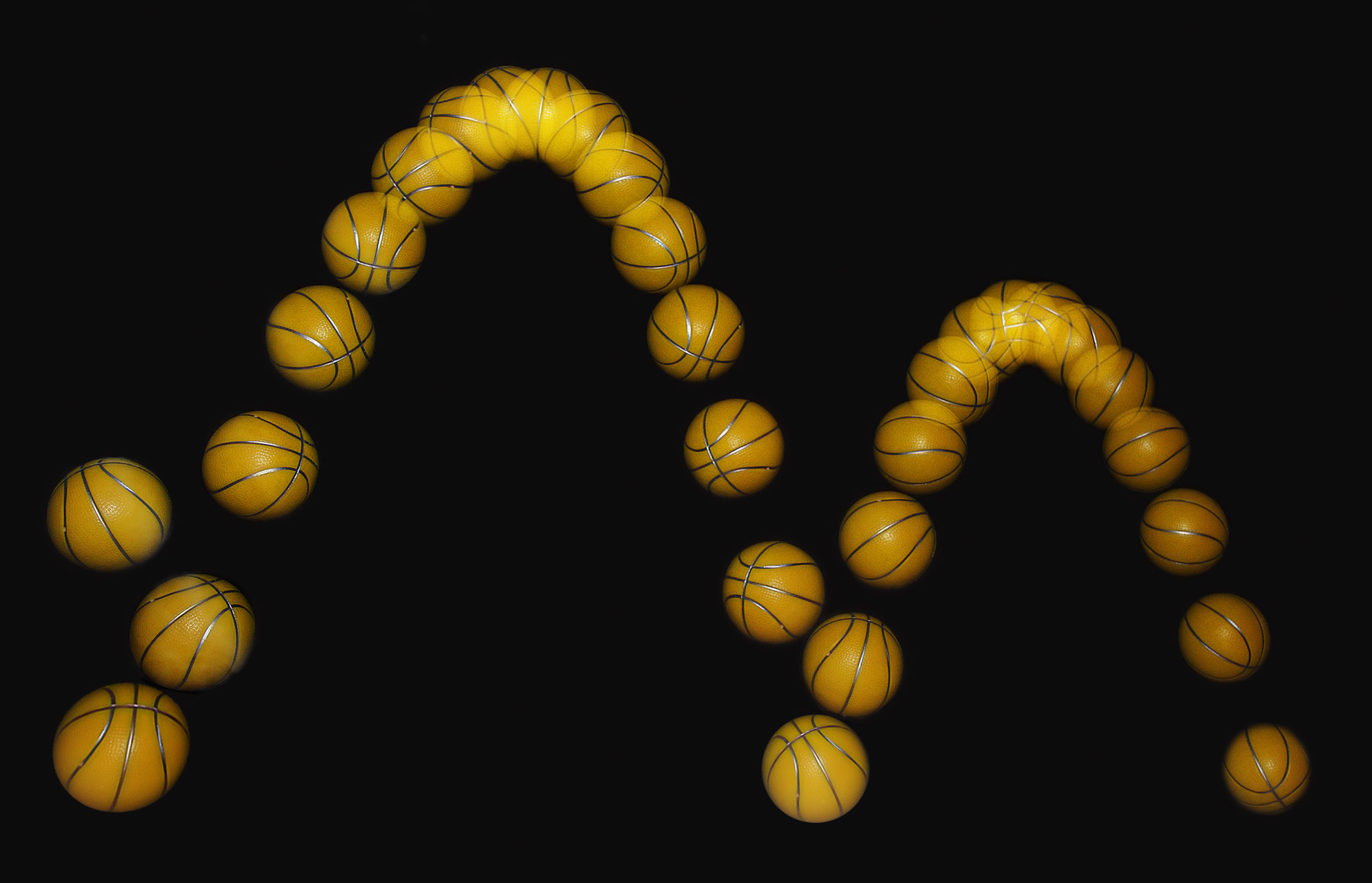
Прыгающий мяч. Движение не совсем параболическое из-за сопротивления воздуха.

Физика прыгающего мяча касается физического поведения прыгающего мяча, в частности его движения до, во время и после удара о поверхность другого тела. Некоторые аспекты поведения прыгающего мяча служат введением в механику на курсах физики в средней школе или бакалавриате. Однако точное моделирование поведения сложно и представляет интерес для спортивной инженерии.
Движение мяча обычно описывается движением снаряда (на которое могут влиять гравитация, сопротивление, эффект Магнуса и плавучесть), тогда как его воздействие обычно характеризуется коэффициентом восстановления (на который может влиять природа шара, характер ударяющей поверхности, скорость удара, вращение и местные условия, такие как температура и давление). Чтобы обеспечить честную игру, многие спортивные руководящие органы устанавливают ограничения на упругость мяча и запрещают изменение его аэродинамических свойств. Отскок мячей был характерной чертой таких древних видов спорта, как мезрамериканская игра в мяч.

## Силы во время полёта и влияние на движение

Силы, действующие на вращающийся шар во время его полёта, — это сила гравитации (F_{G}), сила сопротивления воздуха (F_{D}), сила Магнуса (F_{M}) и плавучесть (F_{B}).

Движение прыгающего мяча аналогично полёту снаряда. На настоящий шар действует множество сил, а именно сила гравитации (FG), лобовое сопротивление из-за сопротивления воздуха (FD), сила Магнуса из-за вращения мяча (FM) и сила плавучести (FB). В общем случае для анализа движения мяча необходимо использовать второй закон Ньютона с учётом всех сил:
{\displaystyle {\begin{aligned}\sum \mathbf {F} &=m\mathbf {a} ,\\\mathbf {F} _{\text{G}}+\mathbf {F} _{\text{D}}+\mathbf {F} _{\text{M}}+\mathbf {F} _{\text{B}}&=m\mathbf {a} =m{\frac {d\mathbf {v} }{dt}}=m{\frac {d^{2}\mathbf {r} }{dt^{2}}},\end{aligned}}}
где m — масса мяча. Здесь вектора a, v, r обозначают ускорение, скорость и положение мяча в момент времени t.

### Сила тяжести

Траектория мяча, отскакивающего под углом 70° после удара. Чёрный объект не испытывает никакого сопротивления и движется по параболе, на голубой объект действует закон Стокса, на зелёный объект — закон вязкости Ньютона.

Сила гравитации направлена вниз и равна
{\displaystyle F_{\text{G}}=mg,}
где m — масса мяча, а g — ускорение свободного падения, которое на Земле колеблется в пределах 9,764 и 9,834 м/с2. Поскольку другие силы обычно малы, то движение тела часто идеализируется как происходящее только под действием силы тяжести. Если на мяч действует только сила тяжести, то механическая энергия сохранится во время его полёта. В этом идеализированном случае уравнения движения имеют вид
{\displaystyle {\begin{aligned}\mathbf {a} &=-g\mathbf {\hat {j}} ,\\\mathbf {v} &=\mathbf {v} _{\text{0}}+\mathbf {a} t,\\\mathbf {r} &=\mathbf {r} _{0}+\mathbf {v} _{0}t+{\frac {1}{2}}\mathbf {a} t^{2},\end{aligned}}}
где a, v и r — ускорение, скорость и положение мяча, а v0 и r0 — начальная скорость и положение мяча соответственно.
В координатной записи, если мяч отскакивает под углом θ к земле, движение по осям x и y (представляющее горизонтальное и вертикальное движение соответственно) описывается формулой
| ось X | ось Y |
| --- | --- |
| {\displaystyle {\begin{aligned}a_{\text{x}}&=0,\\v_{\text{x}}&=v_{0}\cos \left(\theta \right),\\x&=x_{0}+v_{0}\cos \left(\theta \right)t,\end{aligned}}} | {\displaystyle {\begin{aligned}a_{\text{y}}&=-g,\\v_{\text{y}}&=v_{0}\sin \left(\theta \right)-gt,\\y&=y_{0}+v_{0}\sin \left(\theta \right)t-{\frac {1}{2}}gt^{2}.\end{aligned}}} |

Из уравнений следует, что максимальная высота (H), дальность (R) и время полёта (T) мяча, отскакивающего от плоской поверхности, определяются выражениями
{\displaystyle {\begin{aligned}H&={\frac {v_{0}^{2}}{2g}}\sin ^{2}\left(\theta \right),\\R&={\frac {v_{0}^{2}}{g}}\sin \left(2\theta \right),~{\text{and}}\\T&={\frac {2v_{0}}{g}}\sin \left(\theta \right).\end{aligned}}}
Дальнейшие уточнения движения мяча можно внести, приняв во внимание сопротивление воздуха (и связанные с ним эффекты, такие как сопротивление и ветер), эффект Магнуса и плавучесть. Поскольку более лёгкие мячи ускоряются быстрее, то эти силы оказывают большее влияние на их движение.

### Сопротивление
Обтекание шара воздухом может быть как ламинарным, так и турбулентным в зависимости от числа Рейнольдса (Re), определяемого как:
{\displaystyle {\text{Re}}={\frac {\rho Dv}{\mu }},}
где ρ — плотность воздуха, μ — динамическая вязкость воздуха, D — диаметр мяча, а v — скорость мяча в воздухе. При температуре 20 degC, ρ = 1,2 кг/м3 и μ = 1,8⋅10−5 Па·с.
Если число Рейнольдса очень мало (Re < 1), и сила сопротивления движению мяча описывается законом Стокса:
{\displaystyle F_{\text{D}}=6\pi \mu rv,}
где r — радиус шара. Эта сила направлена против движения мяча (в направлении {\displaystyle \textstyle -{\hat {\mathbf {v} }}}). Однако для большинства спортивных мячей число Рейнольдса будет находиться в диапазоне от 104 до 105, и закон Стокса неприменим. При этих более высоких значениях числа Рейнольдса сила сопротивления мячу описывается формулой лобового аэродинамического сопротивления:
{\displaystyle F_{\text{D}}={\frac {1}{2}}\rho C_{\text{d}}Av^{2},}
где Cd — коэффициент сопротивления формы, а A — площадь поперечного сечения мяча.
Сопротивление приведёт к тому, что мяч потеряет механическую энергию во время полёта, а также уменьшит его дальность и высоту, а боковой ветер отклонит его от первоначального пути. Оба эффекта должны учитываться игроками в таких видах спорта, как гольф.

### Эффект Магнуса

Сила Магнуса, действующая на мяч при обратном вращении. Закрученные линии потока представляют собой турбулентный след. Воздушный поток отклоняется в сторону вращения.

Вращение мяча влияет на его траекторию посредством эффекта Магнуса. Согласно теореме Кутты — Жуковского, для вращающейся сферы с невязким потоком воздуха сила Магнуса равна
{\displaystyle F_{\text{M}}={\frac {8}{3}}\pi r^{3}\rho \omega v,}
где r — радиус шара, ω — угловая скорость (или скорость вращения) мяча, ρ — плотность воздуха и v — скорость мяча относительно воздуха. Эта сила направлена перпендикулярно движению и перпендикулярно оси вращения (в направлении {\displaystyle \textstyle {\hat {\mathbf {\omega } }}\times {\hat {\mathbf {v} }}}). Сила направлена вверх при обратном вращении и вниз при вращении вверх. В действительности поток никогда не бывает невязким, и подъёмный эффект Магнуса лучше описывается формулой
{\displaystyle F_{\text{M}}={\frac {1}{2}}\rho C_{\text{L}}Av^{2},}
где ρ — плотность воздуха, CL — коэффициент подъёмной силы, A — площадь поперечного сечения шара, а v — скорость шара относительно воздуха. Коэффициент подъемной силы представляет собой сложный параметр, который зависит, среди прочего, от отношения rω/v, числа Рейнольдса и шероховатости поверхности. В определённых условиях коэффициент подъёмной силы может быть даже отрицательным, изменяя направление силы Магнуса (обратный эффект Магнуса).
В таких видах спорта, как теннис или волейбол, игрок может использовать эффект Магнуса для управления траекторией мяча (например, с помощью топ-спина или обратного вращения) во время полёта. В гольфе этот эффект отвечает за нарезку и зацеп, которые обычно наносят ущерб игроку в гольф, но также помогают увеличить дальность удара и других ударов. В бейсболе питчеры используют этот эффект для создания кручёных мячей и других специальных полей.
Фальсификация мяча часто является незаконной и часто оказывается в центре споров по крикету, таких как спор между Англией и Пакистаном в августе 2006 года. В бейсболе термин «спитбол» означает незаконное покрытие мяча слюной или другими веществами с целью изменения аэродинамики мяча.

### Плавучесть
Любой объект, погружённый в жидкость, например, в воду или воздух, будет испытывать подъёмную силу вверх. Согласно принципу Архимеда, эта выталкивающая сила равна весу жидкости, вытесненной предметом. В случае сферы, полностью погружённой в среду, эта сила равна
{\displaystyle F_{\text{B}}={\frac {4}{3}}\pi r^{3}\rho g.}
Выталкивающая сила обычно мала по сравнению с сопротивлением и силами Магнуса, и ею часто можно пренебречь. Однако в случае с баскетбольным мячом выталкивающая сила может составлять около 1,5 % веса мяча. Поскольку сила плавучести направлена вверх, она будет способствовать увеличению дальности и высоты полёта мяча.

## Удар

Сжатие (A→B) и декомпрессия (B→C) мяча, ударяющегося о поверхность. Сила удара обычно пропорциональна расстоянию сжатия, по крайней мере, при небольших сжатиях, и её можно моделировать по закону Гука для пружины.

Когда мяч ударяется о поверхность, поверхность деформируется и вибрирует, как и мяч, создавая звук и тепло, а мяч теряет кинетическую энергию. Кроме того, удар может придать шару некоторое вращение, преобразуя часть его поступательной кинетической энергии в кинетическую энергию вращения. Эти потери энергии обычно характеризуются (косвенно) через коэффициент восстановления (или COR, обозначаемый e):
{\displaystyle e=-{\frac {v_{\text{f}}-u_{\text{f}}}{v_{\text{i}}-u_{\text{i}}}},}
где vf и vi — конечная и начальная скорости мяча, а uf и ui — конечная и начальная скорости ударяющейся поверхности соответственно. В конкретном случае, когда мяч ударяется о неподвижную поверхность, COR упрощается до
{\displaystyle e=-{\frac {v_{\text{f}}}{v_{\text{i}}}}.}
Таким образом, для мяча, упавшего на пол, COR будет варьироваться от 0 (нет отскока, полная потеря энергии) до 1 (идеальный отскок, отсутствие потери энергии). Значение COR ниже 0 или выше 1 теоретически возможно, но будет указывать на то, что мяч прошел через поверхность (e < 0) или что поверхность не была «расслаблена», когда мяч ударился о неё (e > 1), как в случай падения мяча на подпружиненную платформу.
Чтобы проанализировать вертикальные и горизонтальные компоненты движения, COR иногда разделяют на проекции: нормальный COR (ey) и тангенциальный COR (ex), определяемые как
{\displaystyle e_{\text{y}}=-{\frac {v_{\text{yf}}-u_{\text{yf}}}{v_{\text{yi}}-u_{\text{yi}}}},}
{\displaystyle e_{\text{x}}=-{\frac {(v_{\text{xf}}-r\omega _{\text{f}})-(u_{\text{xf}}-R\Omega _{\text{f}})}{(v_{\text{xi}}-r\omega _{\text{i}})-(u_{\text{xi}}-R\Omega _{\text{i}})}},}
где r и ω — радиус и угловую скорость мяча, а R и Ω — радиус и угловую скорость поверхности удара (например, бейсбольной биты). В частности , rω — это тангенциальная скорость поверхности шара, а RΩ — это тангенциальная скорость соударяющейся поверхности. Это особенно важно, когда мяч ударяется о поверхность под косым углом или когда задействовано вращение.
При прямом падении на землю без вращения, когда на мяч действует только сила тяжести, COR можно связать с несколькими другими величинами следующим образом:
{\displaystyle e=\left|{\frac {v_{\text{f}}}{v_{\text{i}}}}\right|={\sqrt {\frac {K_{\text{f}}}{K_{\text{i}}}}}={\sqrt {\frac {U_{\text{f}}}{U_{\text{i}}}}}={\sqrt {\frac {H_{\text{f}}}{H_{\text{i}}}}}={\frac {T_{\text{f}}}{T_{\text{i}}}}={\sqrt {\frac {gT_{\text{f}}^{2}}{8H_{\text{i}}}}}.}
Здесь K и U обозначают кинетическую и потенциальную энергию мяча, H — максимальную высоту мяча, а T — время полета мяча. Индексы «i» и «f» относятся к начальному (до удара) и конечному (после удара) состояниям мяча. Аналогичным образом, потерю энергии при ударе можно связать с COR соотношением
{\displaystyle {\text{Energy Loss}}={\frac {{K_{\text{i}}}-{K_{\text{f}}}}{K_{\text{i}}}}\times 100\%=\left(1-e^{2}\right)\times 100\%.}
На COR мяча могут влиять несколько факторов, в основном
- характер воздействующей поверхности (например, трава, бетон, проволочная сетка)[25][26]
- материал мяча (например, кожа, резина, пластик)[22]
- давление внутри шара (если полый)[22]
- величина вращения, возникающая в мяче при ударе[27]
- скорость удара[21][22][26][28].

Внешние условия, такие как температура, могут изменить свойства ударяющейся поверхности или мяча, делая их более гибкими или более жёсткими. Это, в свою очередь, повлияет на COR. В общем, мяч будет деформироваться сильнее при более высоких скоростях удара и, соответственно, потеряет больше своей энергии, уменьшая свой COR.

### Вращение и угол удара

Силы, действующие на вращающийся мяч во время удара, — это сила тяжести, нормальная сила и сила трения (которая обычно имеет как «поступательную», так и «вращательную» составляющую). Если поверхность наклонена, то сила тяжести будет находиться под углом к поверхности, в то время как другие силы останутся перпендикулярными или параллельными поверхности.

При ударе о землю некоторая часть поступательной кинетической энергии может быть преобразована в кинетическую энергию вращения и наоборот, в зависимости от угла удара мяча и угловой скорости. Если при ударе мяч движется горизонтально, трение будет иметь «поступательную» составляющую в направлении, противоположном движению мяча. На рисунке мяч движется вправо, и, следовательно, у него будет поступательная составляющая трения, толкающая мяч влево. Кроме того, если мяч при ударе вращается, трение будет иметь «вращательную» составляющую в направлении, противоположном вращению мяча. На рисунке мяч вращается по часовой стрелке, а точка удара о землю перемещается влево относительно центра масс мяча. Таким образом, вращательная составляющая трения толкает мяч вправо. В отличие от нормальной силы и силы тяжести, эти силы трения оказывают на шар крутящий момент и изменяют его угловую скорость (ω).
Могут возникнуть три ситуации:
1. Если мяч движется вперед с обратным вращением, то поступательное и вращательное трение будут действовать в одних и тех же направлениях. Угловая скорость мяча после удара уменьшится, как и его горизонтальная скорость, и мяч поднимется вверх, возможно, даже превысив свою первоначальную высоту. Также возможно, что мяч начнёт вращаться в противоположном направлении и даже отскочит назад.
2. Если мяч движется вперед с топ-спином, действия поступательного и вращательного трения будут направлены в противоположные стороны. Что именно произойдёт, зависит от того, какой из двух компонентов доминирует.
  1. Если мяч вращается гораздо быстрее, чем двигался поступательно, то трение вращения будет преобладать. Угловая скорость мяча после удара уменьшится, но его горизонтальная скорость увеличится. Мяч будет двигаться вперёд, но не превысит своей первоначальной высоты и продолжит вращаться в том же направлении.
  2. Если мяч движется поступательно гораздо быстрее, чем вращался, то трение, связанное с поступательным движением будет преобладать. Угловая скорость мяча после удара увеличится, но его горизонтальная скорость уменьшится. Мяч не превысит свою первоначальную высоту и продолжит вращаться в том же направлении.

Если поверхность наклонена на некоторую величину θ, вся диаграмма повернётся на θ, но сила гравитации останется направленной вниз (образуя угол θ с поверхностью). Тогда гравитация будет иметь компоненту, параллельную поверхности, который будет способствовать трению и, таким образом, способствовать вращению.
В видах спорта с ракетками, таких как настольный теннис или ракетбол, опытные игроки будут использовать вращение (включая боковое вращение), чтобы внезапно изменить направление мяча, когда он ударяется о поверхность, например, о землю или ракетку противника. Точно так же в крикете существуют различные методы подачи с вращением, которые могут привести к значительному отклонению мяча от поля.

### Несферические мячи

Силы, действующие на футбольный мяч или мяч для регби при ударе, — это сила тяжести, нормальная сила и сила трения. Трение обычно имеет «продольную» составляющую из-за скорости мяча и «кувыркающегося» вращения, а также «боковую» составляющую из-за вращения мяча «по оси», вызванного броском.

Отскок мяча овальной формы (например, тех, которые используются в футболе с сеткой или регби) в целом гораздо менее предсказуем, чем отскок сферического мяча. В зависимости от положения мяча при ударе нормальная сила может действовать впереди или позади центра массы мяча, а трение о землю будет зависеть от выравнивания мяча, а также от его вращения, вращения и скорости удара. Когда силы, действующие относительно центра масс мяча, изменяются по мере того, как мяч катится по земле, и все силы могут оказывать на мяч крутящий момент, включая нормальную силу и силу тяжести. Это может привести к отскоку мяча вперёд, назад или в сторону. Поскольку можно передать некоторую часть кинетической энергии вращения в кинетическую энергию поступательного движения, возможно даже, что COR будет больше 1 или скорость движения мяча вперёд увеличится при ударе.

### Несколько сложенных шаров
Популярная демонстрация включает в себя отскок нескольких сложенных мячей. Если теннисный мяч положить на баскетбольный мяч и оба мяча уронить одновременно, теннисный мяч подпрыгнет намного выше, чем если бы он упал сам по себе, даже превысив свою первоначальную высоту выброса . Результат удивителен, поскольку он, очевидно, нарушает закон сохранения энергии. Однако при ближайшем рассмотрении баскетбольный мяч не подпрыгивает так высоко, как если бы теннисный мяч не находился на нём сверху и не передал часть своей энергии теннисному мячу, подталкивая его на большую высоту.
Обычное объяснение предполагает рассмотрение двух отдельных ударов: удара баскетбольного мяча об пол и удара баскетбольного мяча о теннисный мяч. Предполагая совершенно упругие столкновения, баскетбольный мяч ударяется об пол при скорости 1 м/с и восстановится до скорости 1 м/с. Теннисный мяч летит со скоростью 1 м/с тогда будет иметь относительную скорость удара 2 м/с, что означает, что он отскочит со скоростью 2 м/с относительно баскетбольного мяча, или 3 м/с относительно пола и утроит скорость отскока по сравнению со скоростью удара о пол. Это означает, что мяч отскочит на высоту, в девять раз превышающую его первоначальную высоту. В действительности из-за неупругих столкновений теннисный мяч увеличит свою скорость и высоту отскока в меньшее число раз, но всё равно будет подпрыгивать быстрее и выше, чем сам по себе.
Хотя предположения об отдельных ударах на самом деле неверны (шары остаются в тесном контакте друг с другом на протяжении большей части удара), эта модель, тем не менее, хорошо воспроизводит экспериментальные результаты и часто используется для понимания более сложных явлений, таких как коллапс ядра сверхновых или при гравитационных манёврах.

## Спортивный регламент
Спортивные федерации некоторых видов спорта регулируют упругость мяча различными способами: некоторые прямыми, некоторые косвенными.
- AFL: регулирует манометрическое давление футбольного мяча на уровне 62 кПа и 76 кПа[40].
- ФИБА: Регулирует манометрическое давление, чтобы баскетбольный мяч подпрыгивал в пределах 1200 мм и 1400 мм (верхняя часть шара) при падении с высоты 1800 мм (нижняя часть шара)[41]. Это примерно соответствует COR от 0,727 до 0,806[note 3].
- FIFA: регулирует манометрическое давление футбольного мяча в пределах 0,6 и 1,1 атм на уровне моря (от 61 до 111 кПа)[42].
- FIVB: Регулирует манометрическое давление волейбольного мяча в пределах 0,30 kgF/cm2 до 0,325 kgF/cm2 (от 29,4 до 31,9 кПа) для волейбола в закрытых помещениях и 0,175 kgF/cm2 до 0,225 kgF/cm2 (от 17,2 до 22,1 кПа) для пляжного волейбола[43][44].
- ITF: Регулирует высоту отскока теннисного мяча при падении на «гладкий, жёсткий и горизонтальный блок большой массы». Для разных типов поверхностей разрешены разные типы мячей. При падении с высоты 100 дюймов (254 см), отскок должен составлять 54 дюйма (137 см)-60 дюймов (152 см) для шаров типа 1; 53 дюйма (135 см)-58 дюймов (147 см) для шаров типа 2 и типа 3; и 48 дюймов (122 см)-53 дюйма (135 см) для высотных мячей[45]. Это примерно соответствует COR 0,735-0,775 (шары типа 1), 0,728-0,762 (шары типов 2 и 3) и 0,693-0,728 (шары, высотные) при падении на испытательную поверхность.[note 3]
- ITTF: регулирует игровую поверхность так, чтобы мяч для настольного тенниса подпрыгивал примерно на 23 см при падении с высоты 30 см[46]. Это примерно соответствует коэффициенту COR около 0,876 по отношению к игровой поверхности[note 3].
- НБА: регулирует манометрическое давление баскетбольного мяча в пределах от 7,5 до 8,5 фунтов на квадратный дюйм (от 51,7 до 58,6 кПа)[47].
- НФЛ: Манометрическое давление в американском футболе регулируется в диапазоне от 12,5 до 13,5 фунтов на квадратный дюйм (от 86 до 93 кПа)[48].
- R&A/USGA: напрямую ограничивает COR мяча для гольфа, который не должен превышать 0,83 по отношению к клюшке для гольфа[49].

Давление американского футбольного мяча было в центре спора о дефлатгате. В некоторых видах спорта прыгающие свойства мячей напрямую не регулируются, а вместо этого указываются метод конструкции. В бейсболе появление мяча на основе пробки помогло положить конец эпохе мёртвого мяча и положить начало эпохе живого мяча.